# Harold Gould
Harold Gould, nome d'arte di Harold Goldstein (Schenectady, 10 dicembre 1923 – Los Angeles, 11 settembre 2010), è stato un attore statunitense.

## Biografia
Il padre, Louis Goldstein, era postino, mentre la madre, Lilian, era casalinga e lavoratrice part-time per il dipartimento della salute. Iniziò l'attività di attore nel 1961; insegnò poi all'Università Cornell. Maggiormente portato per ruoli brillanti, sono da ricordare in particolare quelli del truffatore Kid Twist ne La stangata (1973) e del sindaco in Prima pagina (1974). In diversi film interpretò la parte di un nonno, come in Quel pazzo venerdì (2003) e in Stuart Little - Un topolino in gamba (1999).
Si sposò nel 1950 con l'attrice Lea Vernon, con cui rimase fino alla morte. Ebbero tre figli: Deborah, Joshua e Lowell. Morì nel 2010 a Woodland Hills, nei dintorni di Los Angeles, all'età di 86 anni, per un cancro alla prostata.

## Filmografia parziale

### Cinema
- L'assassino viene ridendo (The Yellow Canary), regia di Buzz Kulik (1963)
- Marnie, regia di Alfred Hitchcock (1964)
- La spia dai due volti (The Spy with My Face), regia di John Newland (1965)
- Lo strano mondo di Daisy Clover (Inside Daisy Clover), regia di Robert Mulligan (1965)
- Detective's Story (Harper), regia di Jack Smight (1966)
- Vivi e lascia morire (An American Dream), regia di Robert Gist (1966)
- Anno 2118: progetto X (Project X), regia di William Castle (1968)
- Il compromesso (The Arrangment), regia di Elia Kazan (1969)
- Al di là di ogni ragionevole dubbio (The Lawyer), regia di Sidney J. Furie (1970)
- Dimmi, dove ti fa male? (Where Does It Hurt?), regia di Rod Amateau (1972)
- La stangata (The Sting), regia di George Roy Hill (1973)
- Prima pagina (The Front Page), regia di Billy Wilder (1974)
- L'uomo più forte del mondo (The Strongest Man in the World), regia di Vincent McEveety (1975)
- Amore e guerra (Love and Death), regia di Woody Allen (1975)
- L'ultima follia di Mel Brooks (Silent Movie), regia di Mel Brooks (1976)
- Il fantabus (The Big Bus), regia di James Frawley (1976)
- Uno strano campione di football (Gus), regia di Vincent McEveety (1976)
- Un tipo straordinario (The One and Only), regia di Carl Reiner (1978)
- Bastano tre per fare una coppia (Seems Like Old Times), regia di Jay Sandrich (1980)
- Rock Hotel Majestic (Playing for Keeps), regia di Bob e Harvey Weinstein (1986)
- Romero, regia di John Duigan (1989)
- Killer - Diario di un assassino (Killer: A Journal of Murder), regia di Tim Metcalfe (1995)
- My Giant, regia di Michael Lehmann (1998)
- Patch Adams, regia di Tom Shadyac (1998)
- Una brutta indagine per l'ispettore Brown (Brown's Requiem), regia di Jason Freeland (1998)
- Stuart Little - Un topolino in gamba (Stuart Little), regia di Rob Minkoff (1999)
- Il maestro cambiafaccia (The Master of Disguise), regia di Perry Andelin Blake (2002)
- Quel pazzo venerdì (Freaky Friday), regia di Mark Waters (2003)
- Koda, fratello orso (Brother Bear), regia di Aaron Blaise (2003) – voce
- Stesso sogno (English as a Second Language), regia di Youssef Delara (2005)

### Televisione
- Follow the Sun – serie TV, episodio 1x07 (1961)
- Il magnifico King (National Velvet) – serie TV, episodio 2x24 (1962)
- Hazel – serie TV, 4 episodi (1962-1965)
- Il virginiano (The Virginian) – serie TV, 6 episodi (1962-1965)
- Ai confini della realtà (The Twilight Zone) – serie TV, episodio 5x09 (1963)
- Sotto accusa (Arrest and Trial) – serie TV, episodio 1x14 (1963)
- The Lieutenant – serie TV, episodi 1x04-1x07 (1963)
- Mr. Novak – serie TV, episodio 1x19 (1964)
- The Jack Benny Program – serie TV, 5 episodi (1964-1965)
- Convoy – serie TV, episodio 1x11 (1965)
- The Long, Hot Summer – serie TV, 5 episodi (1965-1966)
- F.B.I. (The F.B.I.) – serie TV, 7 episodi (1965-1972)
- Gli eroi di Hogan (Hogan's Heroes) – serie TV, 4 episodi (1966-1970)
- Squadra speciale anticrimine (The Felony Squad) – serie TV, episodio 1x29 (1967)
- I giorni di Bryan (Run for Your Life) – serie TV, episodio 2x23 (1967)
- Selvaggio west (The Wild Wild West) – serie TV, episodi 3x01-4x11 (1967-1968)
- Daktari – serie TV, episodio 3x18 (1968)
- Lancer – serie TV, 2 episodi (1968-1970)
- Ai confini dell'Arizona (The High Chaparral) – serie TV, episodio 4x07 (1970)
- Le strade di San Francisco (The Streets of San Francisco) – serie TV, episodi 1x09-2x23 (1972-1974)
- Hawaii Squadra Cinque Zero (Hawaii Five-O) – serie TV, 4 episodi (1972-1975)
- Rhoda – serie TV, 16 episodi (1974-1978)
- The Feather and Father Gang – serie TV, 14 episodi (1976-1977)
- Washington: Behind Closed Doors, regia di Gary Nelson – miniserie TV (1977)
- Bolle di sapone (Soap) – serie TV, 4 episodi (1977)
- Park Place – serie TV, 4 episodi (1981)
- Spencer – serie TV, 7 episodi (1985)
- Cuori senza età (The Golden Girls) – serie TV, 13 episodi (1985-1992)
- Cuori al Golden Palace (The Golden Palace) – serie TV, episodi 1x03-1x13 (1992-1993)
- Il ritorno del Maggiolino tutto matto (The Love Bug), regia di Peyton Reed – film TV (1997)
- Cold Case - Delitti irrisolti (Cold Case) – serie TV, episodio 6x09 (2008)

## Doppiatori italiani
Nelle versioni in italiano delle opere in cui ha recitato, Harold Gould è stato doppiato da:
- Vittorio Di Prima in Amore e guerra
- Carlo Alighiero in Prima pagina
- Dante Biagioni ne Il ritorno del maggiolino tutto matto
- Sergio Tedesco in Patch Adams
- Manlio Guardabassi in Love Boat
- Ferruccio Amendola in Marnie
- Renato De Carmine ne Il compromesso
- Bruno Persa in Detective's Story
- Alessandro Sperlì in La stangata
- Glauco Onorato in Cuori senza età (st. 5)
- Riccardo Garrone in Cuori senza età (st. 6-7)
- Giorgio Piazza in Colombo
- Sergio Graziani in Top Secret
- Giuseppe Rinaldi in Killer - Diario di un assassino
- Luciano De Ambrosis in Quel pazzo venerdì
- Silvio Spaccesi in Bastano tre per fare una coppia
- Bruno Alessandro in Cold Case - Delitti irrisolti
- Angelo Nicotra ne Il maestro cambiafaccia
- Luca Biagini in Hawaii Squadra Cinque Zero (ridoppiaggio)

Da doppiatore è sostituito da:
- Renato Izzo in Koda, fratello orso